# 刘守正
刘守正（?—?），十国南漢宗室，后主劉鋹的第二子。

## 生平
南漢后主劉鋹有四个儿子，刘守正为第二子。生母不詳。史书没有记载刘守正在南汉的封爵，大宝十四年（971年），南汉灭亡，刘守节和劉鋹一起投降宋朝。刘守节在宋朝被封为崇仪副使。宋太宗听说他家贫，下诏每月给万钱。

## 儿子
刘守正死后，其子刘克昌为三班奉职、刘国昌为借职。